# Meppel (stacja kolejowa)
Meppel (ned: Station Meppel) – stacja kolejowa w Meppel, w prowincji Drenthe, w Holandii. Została otwarta 1 października 1867 wraz z otwarciem linii Zwolle - Meppel. Była to część wybudowanej w latach 1865-1868 przez państwo linii A, z Arnhem do Leeuwarden.
W 1868 roku otwarto trasę Meppel - Heerenveen - Leeuwarden, z kapitału Fryzji, która miała bezpośrednie połączenie kolejowe z resztą kraju. W 1870 roku otwarto linię Meppel - Hoogeveen - Assen - Groningen, umożliwiając zarówno Drenthe, Groningen i Fryzji poprzez Meppel i Zwolle dostęp do reszty kraju. Od tego czasu, linie te były głównymi elementami ruchu kolejowego do i z północnej Holandii. Stacji Meppel niewiele się zmieniła na przestrzeni lat, więc jest nadal w dużej mierze w stanie oryginalnym.
Stacja kolejowa Meppel, zbudowana w 1865 roku, jest jednym z dworców standardowych Kolei Państwowych. Jest to trzecia nowa klasa, które zawiera stację Zuidbroek (zbudowana w tym samym roku).
Stacja posiada szereg udogodnień, w tym pięciu dystrybutorów biletów, kiosk (od 2011 bez funkcji licznika), kwiaciarnię, sklep rowerowy (z możliwością strzeżonego garażu) i duży niestrzeżony parking rowerowy (kwiecień 2011). Perony są wyposażone w zadaszone poczekalnie z automatami z napojami. Tuż obok dworca znajduje się przystanek autobusowy.
Regularne połączenie kolejowe, również pociągów przejeżdżających przez Meppel, odbywa się wzdłuż peronu wyspowego (tor 2 i 3).

## Linie kolejowe
- Arnhem – Leeuwarden
- Meppel – Groningen